# KUD Đeram Viljevo
Kulturno-umjetničko društvo "Đeram" Viljevo ponovno je pokrenuto u lipnju 2005.

## Djelovanje
Zadatak KUD-a je njegovanje narodne baštine sela Viljeva i viljevačkog kraja, te istraživanje, njegovanje i promicanje izvornog šokačkog folklora odnosno običaja Šokaca našeg sela. Također je zadatak udruge njegovanje folklora svog hrvatskog naroda i folklora nacionalnih manjina u Republici Hrvatskoj. KUD se u svom radu bavi amaterskim kulturno-umjetničkim radom na području narodnog glazbenog stvaralaštva (pjesme, plesovi i običaji hrvatskog naroda ovog kraja), na području dramskog, likovnog i literarnog stvaralaštva. Udruga razvija i druge djelatnosti za koje članstvo pokaže interes. Cilj je KUD-a podizanje kulturnog nivoa svih članova te poticanje kreativnih sposobnosti izražavanja samih članova na području kulturno-umjetničkog amaterizma. Svojim radom KUD uvelike pridonosi kvaliteti kulturnog i zabavnog života sredine u kojoj djeluje. Predsjednik društva je Ivica Pandurić, dopredsjednik je Marin Kopić, tajnik je Josip Knežević, a blagajnica je Tanja Ronta.
24. kolovoza 2008. u Viljevu je održana 1. smotra folklora "Od konoplje i lana vreća tkana", koja je zabilježila veliki uspjeh. U programu smotre sudjelovalo je više od 160 sudionika, a smotru je pratilo i više od 1000 znatiželjnih posjetitelja. U bogatom programu dugom tri sata predstavili su se gosti iz Zagreba,Donje Motičine, Laslova, Martinaca (Republika Mađarska) te domaćini, Viljevčani. Smotru je pratio i stručni tim Adam Pavić i Josip Vinkešević koji su javno na pozornici pohvalili organizaciju i program smotre, te je ocijenili ocjenom između vrlo dobar i odličan, istaknuvši kako ova nova smotra nije samo još jedna u nizu mnogih smotra folklora u Slavoniji i Baranji, već njezin izvorni štih i njegovanje vreće ima potencijal učiniti je nadaleko prepoznatljivom manifestacijom. Ova manifestacija u organizaciji KUD-a "Đeram" i Općine Viljevo prva je takvoga tipa u viljevačkom kraju, a kako je Viljevo nadaleko poznato po tradiciji izrade najljepših vreća, ovom smotrom KUD "Đeram" namjerava potaknuti zaštitu viljevačke vreće kao izvornog suvenira kojime se Viljevčani ponose.

## Sekcije

### Sekcija narodnih plesova, igara i pjesama
Unutar KUD-a trenutno djeluje nekoliko sekcija, od kojih je najaktivnija sekcija narodnih plesova, igara i pjesama s oko 30 članova starijeg uzrasta i oko 40 mlađih članova. Voditeljica sekcije narodnih plesova, igara i pjesama je gospođa Mirta Galo iz Osijeka. Ova sekcija broji najviše članova društva, te aktivno priprema raznovrsne vokalno-plesne koreografije s kojima društvo nastupa na smotrama diljem Slavonije. Jedan od najvažnijih zadataka sekcije narodnih plesova, igara i pjesama jest njegovanje starih viljevačkih narodnih plesova i kola, kao i starih vokalnih napjeva. Unutar ove sekcije djeluje ženski pjevački sastav, ali i muška a capella skupina "Vrećari", koja ostvaruje zapažene nastupe.

### Tamburaška sekcija
Tamburaška sekcija uspješno djeluje od veljače 2006. godine, kada su stvoreni uvjeti za rad iste, tj. nabavom kompleta tamburaških instrumenata (donacije i kupnja). Prvi voditelj tamburaške sekcije bio je prof. Miloš Grubić iz Donjeg Miholjca. Od početka školske godine 2006./07. u sklopu sekcije počinje s radom "Škola tambure" za uzrast 3. i 4. razred osnovne škole. Narednih godina u isto vrijeme voditelji škole imaju namjeru primati određeni broj zainteresirane djece istog uzrasta. Cilj škole je da se kroz određeni broj godina stvori čvrst i stabilan tamburaški orkestar iz kojega bi izlazili vrhunski tamburaši pojedinci kojih na našem području itekako fali. Vodstvo tamburaške sekcije je 2007. preuzeo gospodin Tihomir Dumančić, koji vodi tamburaše do danas. 

### Sekcija starih športova i običaja
Također je pokrenuta sekcija starih športova i običaja čiji članovi imaju zadatak bilježenja starih narodnih običaja općenito (športova, zanata, dječjih igara...), a u svrhu spašavanja od zaborava. Materijali će kada ih bude određena količina biti korišteni za izdavanje knjige o viljevačkom etnografskom blagu, kao i izradu internet stranice.